# Jaciment arqueològic de la Desembocadura del Torrent de l'Ase
El Jaciment arqueològic de la Desembocadura del Torrent de l'Ase és un jaciment arqueològic de l'època romana (Ferro-Ibèric Final/Romà Alt Imperi) que es troba al Masnou (el Maresme), inclòs a l'Inventari del Patrimoni Arqueològic i Paleontològic de Catalunya.

## Accés
S'accedeix a la zona a través de la N-II. El jaciment està situat uns 720 m. abans de trobar el port esportiu del Masnou, a la cruïlla de la N-II amb el carrrer Mare de Déu de Núria. Es tracta de la desembocadura del torrent de l'Ase, avui canalitzat a la platja del municipi.

## Descripció
Es tracta d'un jaciment d'època romana descobert arran de la troballa que s'efectuà a la desembocadura del torrent de l'Ase (actual carrer de la Mare de Déu de Núria), durant les tasques d'extracció de sorra a la platja del Masnou. Hi aparegueren tres àmfores tipus Dressel 1 senceres, una moneda ibèrica amb la llegenda "CESSE" i un morter en pedra granítica; materials que fan emmarcar el jaciment entre el segles I aC i I dC L'estat de conservació dels materials fan suposar l'existència d'un possible fondejador o ancoratge, atenent els canvis que ha sofert la línia de costa al llarg dels últims segles; en època romana aquest indret no devia ser platja, sinó el mateix mar. És possible que la presència d'àmfores, indiqui que en aquest indret es carregaven i descarregaven àmfores en barques que devien arribar fins a la platja.

## Història
A la prospecció efectuada el 2008, amb motiu de la revisió de la carta arqueològica del Maresme, no es documentaren restes materials ni estructurals a la zona que permetin aportar més informació sobre el jaciment i el seu estat de conservació.